# マイク・ミッチェル
マイケル・アンソニー（マイク）・ミッチェル（Michael Anthony "Mike" Mitchell, 1956年1月1日 - 2011年6月9日）は、アメリカ合衆国ジョージア州アトランタ出身の元バスケットボール選手である。NBAのサンアントニオ・スパーズなどで活躍した。2011年、癌により55歳で亡くなった。

## 経歴

### カレッジ時代
1974年、アウバーン大学に入学し、1978年に卒業するまでアウバーン・タイガースでプレーした。

### NBA時代
1978年のドラフトでクリーブランド・キャバリアーズに1巡目15位で指名され入団。サンアントニオ・スパーズなどで活躍し、1981年のオールスターにも出場した。スパーズでの通算9799得点はフランチャイズ史上ティム・ダンカン、ジョージ・ガービン、デビッド・ロビンソン、トニー・パーカー、マヌ・ジノビリ、ポール・サイラスに次いで、七番目に多い。